# Пахомий (Гачич)
Митрополит Пахо́мий (серб. Митрополит Пахомије, в миру Томислав Гачич, серб. Томислав Гачић; 17 октября 1952, село Чечави, община Теслич, Социалистическая Республика Босния и Герцеговина, Социалистическая Федеративная Республика Югославия) — епископ Сербской православной церкви, митрополит Враньский.

## Биография
Родился 17 октября 1952 года в селе Чечавы под Тесличем, в Боснии и Герцеговине, Югославия, в семье Новака и Василии Гачич.
Был послушником в Монастыре Озрен и Монастыре Высокие Дечаны. В 1973 году был пострижен в монахи и рукоположен во диакона епископом Рашско-Призренским Павлом (Стойчевичем) в монастыре Высокие Дечаны.
По завершении Духовной семинарии в Призрене, в 1976 году поступил на Богословский факультет в Афинского университета, который окончил выпустился в 1980 году.
4 октября того же года во Введенском монастыре Белграда был рукоположен во иеромонаха епископом Славонским Емилианом (Мариновичем).
После того провёл два года в Палестине, на Синае, в монастырях Египетской пустыни, на Афоне. Обучаясь в аспирантуре в Японии, проживал в Софийском монастыре в префектуре Тиба, где написал несколько икон для монастырского храма.
В 1982 году был назначен настоятелем Монастыря Банья под Прибоем-на-Лиме в Дабро-Боснийской митрополии. В 1985 году был переведен настоятелем в Монастырь Папрача Зворницко-Тузланской епархии.
28 мая 1992 года был избран епископом Враньским. 23 августа того же года последовала его хиротония, а затем настолование, совершенные патриархом Сербским Павлом и сонмом архиереев Сербской Церкви.